# Yūko Sanpei
Yūko Sanpei (jap. 三瓶 由布子 Sanpei Yūko; ur. 28 lutego 1986 w Tokio) – japońska seiyū, narrator, także aktorka. Jest członkiem firmy Production Baobab. Jej pseudonim to Yūyū.

## Życiorys
W wieku 10 lat, gdy była w 5. klasie, dołączyła do teatru Wakakusa jako aktorka dziecięca.
Zadebiutowała, będąc w 8. klasie, w 2000 r., podkładając głos głównej bohaterki anime Daa! Daa! Daa!, Saionji Kanatę.
Przez rolę w anime Galaxy Angel A jej głos zaczął być rozpoznawany jako głos młodego chłopca.
W 2005 została jej przydzielona rola Rentona Thurstona, jednej z głównych postaci w anime Eureka Seven.
W 2006 roku po raz pierwszy dostała rolę kobiecą w popularnym anime Ouran High School Host Club, podkładając głos pod Shiori Ebisugawę.
W 2007 dostała główną rolę kobiecą w anime Yes! Pretty Cure 5, a także mniejszą rolę kobiecą jako Yōko Machi w anime Bokurano.
W 2008 użyczyła swojego głosu w anime OAV My-Otome 0~S.ifr dla kobiecej postaci Elliot Chandler, a także w anime Xam'd: Lost Memories jako Nakiami. Podkładała głos również do sequelu Yes! Pretty Cure 5, Yes! Pretty Cure 5 Go Go!.
W tym samym czasie, prawdopodobnie w maju 2007 r., zrezygnowała z występów w teatrze Wakakusa, a od 1 listopada 2007 należy do Production Baobab. W marcu w 2008 r. ukończyła college.
Po ukończeniu serii Yes! Pretty Cure 5 Go Go! w 2009, Yūyū podkładała głos głównego bohatera anime Natsu no arashi!, Hajime Yasaka, a także jedną z głównych bohaterek Kimi ni todoke Chizuru Yoshidę.
W 2010 r. przyjęła rolę głównego bohatera serii Seikon no Qwaser, Aleksandra, co przyniosło jej japońską, dubbingową rolę Charlotte "Lottie" La Bouff, w filmie Disneya Księżniczka i żaba.

## Role głosowe

### Anime
2000
- Daa! Daa! Daa! (Saionji Kanata)

2001
- Ojarumaru (Hoshino (2 głos), Rikie, Zdenerwowany Chłopak, Kazuko Endo)

2002
- Galaxy Angel A (Cocomo Perot)
- Monkey Typhoon (Boy)

2003
- Di Gi Charat Nyo! (Ponzu)
- Galaxy Angel AA (Cocomo Perot)
- Nanaka 6/17 (Nenji Nagihara (6-letni), Girl B, Yūki)

2004
- DearS (Takeya Ikuhara (jako dziecko))
- Galaxy Angel X (Cocomo Perot)
- Jubei-chan 2 ~The Counter Attack of Siberian Yagyu~ (Jubei Yagyu (jako dziecko))
- School Rumble (Shuuji Harima)
- Sweet Valerian (Masao-kun)

2005
- Canvas 2 ~Niji Iro no Sketch~ (Uczennica)
- Eureka Seven (Renton Thurston)
- Gyagu Manga Biyori (Ramen Spirit, inni)
- MÄR (Choro)
- Mushishi (Shinra Ioroi)
- Onegai My Melody (Ryō Ōta)

2006
- ARIA The NATURAL (Akatsuki Izumo (jako dziecko))
- Bokura ga Ita (dziecko)
- D.Gray-man (Jean Russell)
- Onegai My Melody ~Kuru Kuru Shuffle!~ (Ryō Ōta)
- Otogi-Jushi Akazukin(Souta Suzukaze (drugi głos))
- Ouran High School Host Club (Shiori Ebisugawa, uczennica, inni)
- Robotboy (Robotgirl)
- School Rumble Nigakki (Shuuji Harima)
- Soreike! Anpanman (Pink Shokupanman, Violin-kun)
- Shinseiki Duel Masters Flash (Kasumi)
- Yume Tsukai (Kentaro)

2007
- Koisuru Tenshi Angelique ~Kagayaki no Ashita~ (Matt)
- Bokura no (Yoko Machi)
- Brama piekieł (Maki)
- Hello Kitty Ringo no Mori to Parallel Town (Henry)
- Les Misérables: Shōjo Cosette (Paulette, Bressole)
- Myself ; Yourself (Syusuke Wakatsuki (jako dziecko))
- Katekyō Hitman Reborn! (Fūta)
- Sola (Takeshi Tsujido (jako dziecko))
- Shakugan no Shana II (Yuri Chvojka)
- Yes! PreCure 5 (Nozomi Yumehara/Cure Dream)

2008
- Blassreiter (Joseph Jobson (10-letni))
- Dazzle (Elmer)
- Inazuma 11 (Byron Love)
- Kaiba (Copy Warp)
- Majin Tantei Nōgami Neuro (Eri Hoshino)
- Noramimi (Shuichi)
- Yes! PreCure 5 GoGo! (Nozomi Yumehara/Cure Dream)
- Xam'd: Lost Memories (Nakiami)
- Robotboy (Robotgirl)

2009
- Natsu no Arashi! (Hajime Yasaka)
- Fullmetal Alchemist: Brotherhood (Selim Bradley/Pride)
- Kimi ni todoke (Chizuru Yoshida)
- Saki (Kazue Nanpo)

2010
- Seikon no Qwaser (Alexander Nikolaevich Hell)
- Arakawa Under the Bridge (Tetsuo)
- Metal Fight Beyblade (Masamune Kadoya)
- Ikkitousen: Xtreme Xecutor (Kansui Bun'yaku)

2015
- Akagami no Shirayuki-hime (Ryū)

2017
- Hōseki no kuni (Aculeatus)

### OVA
- Alien Nine (Hiroshi Iwanami)
- FLCL (Girl A)
- Grrl Power (Akira)
- My-Otome 0~S.ifr~ (Elliot Chandler)
- Majokko Tsukune-chan (Nabul, Mika Onigawara, inni)

### Gry Video
- Another Century's Episode 3 (Renton Thurston)
- Luminous Arc (Theo)
- Minna no Golf Portable 2 (Leo)
- Castlevania Judgment (Eric Lecarde)
- Tales of Graces (young Richard)
- The Idolmaster (Ryo Akizuki)
- Super Robot Wars Z (Renton Thurston)
- Super Robot Wars Z: Special Disc (Renton Thurston)

### Role dubbingowe
- Księżniczka i żaba (Charlotte "Lottie" La Bouff)